# Frunzenskaja (metropolitana di San Pietroburgo)
Frunzenskaja (in russo:Фрунзенская) è una stazione della Linea Moskovsko-Petrogradskaja, la Linea 2 della metropolitana di San Pietroburgo. È stata inaugurata il 29 aprile 1961.